# ویداوکا
ویداوکا (لهستانی: Widawka) رودی است در مرکز لهستان که از نزدیکی بوخاتوف در استان ووتسکی می‌گذرد. ویداوکا با طول ۹۵.۸ کیلومتر از شاخه‌های فرعی رود وارتا با حوضه آبریز ۲۳۵۸ کیلومتر مربع می‌باشد.